# Nikola Maksimović
Nikola Maksimović (szerbül: Никола Максимовић; Bajina Bašta, 1991. november 25. –) szerb válogatott labdarúgó, a francia  Montpellierjátékosa.
2016 és 2021 között az olasz élvonalbeli Napoli hátvédje volt, 2018-ban kölcsönben az orosz Szpartak Moszkvában szerepelt.

## Pályafutása

### Klubcsapatokban
A Kosmos Bajina Baštánál kezdte pályafutását, majd a Sloga Bajina Baštához igazolt. Az ifjúsági versenyeken mindkét klubot képviselte. A szerb első ligában a 2008–09-es szezonban debütált a Sevojno csapatában. A 2009–2010-es Európa-ligában az Kaunas és a Lille ellen is játszott. 2010 nyarán a Sevojno egyesült a Sloboda Užicével. Profi pályafutása első gólját 2011. március 5-én Lučaniban szerezte. 2012 telén elhagyta a Slobodát, és a bajnoki rivális Crvena zvezdához ment.

#### Crvena zvezda
2012 telén 300 000 eurós átigazolási díjért Belgrádba igazolt a Crvena zvezdához. Gyorsan a belgrádi együttes állandó játékosa lett, szerb kupát nyert. Sikeres szereplését követően a Serie A-ba igazolt a Torinóhoz.

#### Torino FC
2013-ban egy évig kölcsönben játszott az olasz csapatnál, majd egy szezon után a Torinó leigazolta. 2018-ig szóló szerződést írtak alá. A Serie A-ban 2013. október 6-án debütált a Sampdoria ellen. Gyorsan a torinói együttes állandó játékosává vált.

#### Napoli
2016. augusztus 31-én a Napoli bejelentette Maksimović leigazolását. Először kölcsönbe került 25 millió eurós opciós lehetőséggel. 2018 januárjában kölcsönben játszott a Szpartak Moszkvánál.

#### Genoa
2021 augusztusában a CFC Genoa csapatához igazolt. A szerződése csak egy évvel később járt le.

#### Hatayspor
Miután a 2022–23-as szezonban nem játszott, 2023. július 7-én kétéves szerződéssel a törökországi Hataysporhoz került.

### A válogatottban
4 alkalommal lépett pályára a szerbiai ifjúsági válogatottban: kettőt a 19 éven aluliak és kettőt a 21 éven aluliak színeiben.
Először 2012. május 31-én hívták be a szerb válogatottba, két barátságos mérkőzésre Franciaország és Svédország ellen, amelyeken kezdőként szerepelt.
2013-ban nem lépett pályára a válogatottban, két barátságos mérkőzésen tért vissza Írország (a második félidőben lépett pályára) és Chile (kezdőjátékosként) elleni, 3–1-re nyert mérkőzésen.

## Statisztika

### A válogatottban
| Szerbia  | Szerbia | Szerbia |
| Év       | Mérk.   | Gól     |
| -------- | ------- | ------- |
| 2012     | 4       | 0       |
| 2013     | 0       | 0       |
| 2014     | 1       | 0       |
| 2015     | 2       | 0       |
| 2016     | 8       | 0       |
| 2017     | 4       | 0       |
| 2018     | 1       | 0       |
| 2019     | 4       | 0       |
| 2020     | 1       | 0       |
| Összesen | 25      | 0       |

## Sikerei, díjai
Crvena zvezda
- Szerb kupagyőztes (1): 2012

 Napoli
- Coppa Italia (1): 2019–20

## Fordítás
- Ez a szócikk részben vagy egészben  a   Nikola Maksimović című német Wikipédia-szócikk fordításán alapul.  Az eredeti cikk szerkesztőit annak laptörténete sorolja fel. Ez a jelzés csupán a megfogalmazás eredetét és a szerzői jogokat jelzi, nem szolgál a cikkben szereplő információk forrásmegjelöléseként.